# رابرت هنری سیل
رابرت هنری سیل (انگلیسی: Robert Sale؛ ۱۹ سپتامبر ۱۷۸۲ – ۲۱ دسامبر ۱۸۴۵ (۶۳ ساله)) فرد نظامی اهل پادشاهی متحد بریتانیای کبیر و ایرلند بود.